# هجیده (روستا)
 هجیده  به عربی ( الهجیدَة )، روستای است در عزلهٔ (عامره لآل)، در ناحیهٔ (الرصاف)، از توابع استان مَحویت در کشور یمن در شبه جزیره عربستان است. 
جمعیت آن ۲۴۰ نفر (۱۲ خانوار) می‌باشد.